# Sugia erastroides
Sugia erastroides là một loài bướm đêm trong họ Noctuidae.